# Bolboceras transversalis
Bolboceras transversalis är en skalbaggsart som beskrevs av John Obadiah Westwood 1848. Bolboceras transversalis ingår i släktet Bolboceras och familjen Bolboceratidae. Inga underarter finns listade.